# Soan Arhimann
Soan Arhimann, né le 11 janvier 2007, est un chanteur et acteur français originaire de Saint-André de La Réunion. Après avoir remporté la saison 6 de The Voice Kids en 2019, il interprète le personnage principal du Petit Piaf, réalisé par Gérard Jugnot.

## Biographie

### Jeunesse
Originaire de Saint-André, commune située dans l'est de La Réunion, Soan baigne dans l'univers de la musique depuis son plus jeune âge. Son père, Nino Arhimann, est l'auteur-compositeur du groupe de musique Kiltir, dans lequel se trouvent également ses oncles.

### Carrière
À l'âge de 11 ans, le 12 avril 2018, il remporte Kid Créole, le télé-crochet pour enfant organisé par la chaîne de télévision locale Réunion La 1re. Au cours de la compétition, il a eu l'occasion de chanter sur scène avec son père ou encore l'artiste réunionnais Tikok Vellaye.
En 2019, il participe à la sixième saison de The Voice Kids retransmise sur TF1 mais également sur la chaîne locale Antenne Réunion. Quelques jours après la diffusion des Auditions à l'aveugle, le jeune garçon reçoit la médaille du mérite du Département de La Réunion.
Au cours de l'émission, il intègre l'équipe de Soprano puis rejoint celle d'Amel Bent lors des demi-finales avant de remporter le télé-crochet,. Quelques jours après la finale, il revient dans son île natale où il reçoit un accueil triomphal à l'aéroport et dans son collège.
Après sa victoire, il signe en janvier 2020, un contrat avec MCA , un label de la maison de disque Universal Music France.
Cette victoire à The Voice Kids, lui ouvre d'autres portes, notamment celle du cinéma, où il joue aux côtés de Marc Lavoine le rôle de Nelson dans Le Petit Piaf, un film de Gérard Jugnot. Tourné à La Réunion en 2020, la sortie du long-métrage est prévue pour 2022,.
En 2021, il collabore à deux projets musicaux. Avec JoyVox, il interpéte les Fables de La Fontaine en chanson, puis il participe au projet européen #SayHi où il réalise un vidéoclip qui promeut l'amitié entre les peuples,.
Quatre années après son succès à Kid Créole, en avril 2022, il sort son premier single : Vous retrouver.

## Filmographie

### Cinéma
- 2021 : Le Petit Piaf de Gérard Jugnot : Nelson

### Télévision
- 2024 : Section de recherches (épisode : Mortelle randonnée) d'Abdel Ferry[14]

## Émissions de télévision
- 2018 : Saison 3 de Kid Créole, Réunion La 1ère - gagnant
- 2019 : Saison 6 de The Voice Kids, TF1 - gagnant